# Luigi Bordino
Blahoslavený Luigi Bordino (Andrea Bordino; 12. srpna 1922, Castellinaldo – 25. srpna 1977, Turín) byl italský římskokatolický kněz a řeholník kongregace Bratrů svatého Josefa Benedikta Cottolengo. Katolická církev ho uctívá jako blahoslaveného.

## Život
Narodil se 12. srpna 1922 v Castellinaldo jako třetí z osmi dětí. Ve svých studiích na základní škole nebyl vynikající. V létě se svým bratrem Risbaldem pomáhal svému otci s prací.
Roku 1941 byl jmenován předsedou místní větve Katolické akce. V lednu 1942 byl odveden na vojnu do Cunea. Zde své přátelé doprovázel do Polska a na Ukrajinu.
Dne 26. ledna 1943 byl se svými spolubojovníky zajat Sovětskými vojáky. Onemocněl tyfem[nepřesný odkaz] ale později byl převeden na Sibiř kde přežil rok onemocnění. Později byl propuštěn a bylo mu dovoleno vrátit se domů.
Stal se členem Bratrů svatého Josefa Benedikta Cottolengo a přijal jméno Luigi od Útěchy. Pracoval s duševně nemocnými lidmi.
Roku 1975 onemocněl leukemií. Poté řekl svému představenému:
| „ | Promiňte, protože pro nemocné už nemohu moc udělat a ani pro rodinu bratří. Už nemohu pomoci, dokonce je to Boží vůle a chci, aby to bylo veselé. Toto jsou momenty víry. | “ |

Podstoupil léčbu a po krátké době byl propuštěn avšak každý měsíc navštěvoval nemocnici kvůli vyšetření. V únoru 1977 se jeho stav zhoršil. Luigi opustil nemocnici protože cítil že se blíží jeho konec. Dne 26. února přijal poslední pomazání.
Zemřel 25. srpna 1977 v Turíně.

## Proces blahořečení
Proces blahořečení byl zahájen 17. listopadu 1990 v arcidiecézi Turín.
Dne 12. dubna 2003 papež sv. Jan Pavel II. uznal jeho hrdinské ctnosti a tím získal titul ctihodný.
Dne 3. dubna 2014 byl uznán zázrak na jeho přímluvu. Blahořečen byl 2. května 2015 papežem Františkem.